# 3. Fallschirmjäger-Division (Wehrmacht)
Die 3. Fallschirmjäger-Division (kurz: 3. Fsjg.-Div.) war ein Großverband der Luftwaffe der deutschen Wehrmacht während des Zweiten Weltkrieges. 

## Geschichte

### Aufstellung
Sie wurde ab Oktober 1943 in Frankreich im Raum Reims, ab Februar 1944 in der Bretagne östlich von Brest aufgestellt und bestand aus Freiwilligen der Fallschirm-Ausbildungseinheiten und Freiwilligen der Luftwaffen-Felddivisionen. Die Führung übernahm Generalmajor Heilmann.

### Normandie-Schlacht
Die Division wurde am 7. Juni – einen Tag nach der Landung der Alliierten (D-Day) – aus dem Raum Brest an die Invasionsfront verlegt. Divisionskommandeur wurde Generalleutnant Schimpf. Sie kämpfte unter anderem gemeinsam mit der 17. SS-Panzergrenadier-Division „Götz von Berlichingen“ um das Gebiet St. Lo, später im sogenannten Kessel von Falaise. 

### Zerschlagung
Die Division durchbrach in einer Lücke, zusammen mit anderen Verbänden u. a. des II. Fallschirm-Korps, die Front zwischen Chambois und Argentan und wurde bei dem Ausbruch fast völlig aufgerieben. Der Kommandeur des Fallschirmjäger-Regiments 9, Major Kurt Stephani, fiel dabei am 20. August 1944. 

### Kessel von Mons
Am 28. August wurde die Division auf Wirken von General Meindl aus der Front abgezogen, da keine schweren Waffen mehr vorhanden waren. Die 3. Fallschirmjägerdivision wurde als Nachhut für die 5. Panzer- und 7. Armee eingesetzt, wobei am 4. September 1944 bei Mons ein Großteil in Gefangenschaft geriet, da sich die Panzerdivision mit den Grenadieren zu schnell absetzte und die Fallschirmjäger nicht folgen konnten.

### Auffrischung in Raum Köln
Die Überlebenden der Division wurden in den Raum Köln verlegt. 

### Operation Market Garden
Nach dem Beginn des alliierten Luftlande-Unternehmens Market Garden am 17. September 1944 überquerte sie bei Emmerich den Rhein und bezog dort Stellung zwischen Rhein und Waal. 

### Wiederaufstellung
Ab Oktober bis in den Dezember 1944 war die Division an der deutsch-niederländischen Grenze in Oldenzaal für die Ausbildung und neue Zuführung von Mannschaften, da die Kämpfe im September im Raum Aachen weitere Verluste gebracht hatten.

### Ardennenoffensive
Anschließend wurde sie im Rahmen der Vorbereitung zum Unternehmen Wacht am Rhein, der bevorstehenden Ardennen-Offensive, in den Raum bei Elsenborn verlegt. Nach dem Beginn des deutschen Angriffs am 16. Dezember 1944 hatte die Division schwere Kämpfe zu bestreiten und erlitt dabei schwere Verluste. Am 24. Dezember 1944 stand die Division bei Malmedy. Im Januar 1945 begann der Rückzug durch die Eifel bis in den Raum östlich von Bonn. 

### Kapitulation
Schließlich wurde die Division im April 1945 im Ruhrkessel eingeschlossen und vernichtet bzw. kapitulierte dort.

## Gliederung
- Fallschirm-Jäger-Regiment 5 (3 Bataillone)
- Fallschirm-Jäger-Regiment 8 (3 Bataillone)
- Fallschirm-Jäger-Regiment 9 (3 Bataillone)
- Fallschirm-Panzer-Jäger-Abteilung 3
- Fallschirm-Artillerie-Regiment 3
- Fallschirm-Flak-Abteilung 3
- Fallschirm-Pionier-Bataillon 3
- Fallschirm-Granatwerfer-Bataillon 3
- Fallschirm-Feldersatz-Bataillon 3
- Fallschirm-Luftnachrichten-Abteilung 3
- Fallschirm-Sanitäts-Abteilung 3

## Kommandeure
- 13. September 1943 Generalmajor Walter Barenthin
- 17. Februar 1944 Generalleutnant Richard Schimpf
- 20. August 1944 General Eugen Meindl (i. V.)
- 1. September 1944 Generalmajor Walther Wadehn
- 6. Januar 1945 Generalleutnant Richard Schimpf
- 1. März 1945 Oberst Helmut von Hoffmann
- 8. März 1945 Oberst Karl-Heinz Becker
- 8. April 1945 Oberst Kurt Hummel

## Bekannte Divisionsangehörige
- Günter Luther (1922–1997), war von 1975 bis 1980 fünfter Inspekteur der Marine
- Friedrich Alpers (1901–1944), war ein NSDAP-Politiker des Freistaats Braunschweig